# الانتخابات البرلمانية اللبنانية 2005
الانتخابات العامة اللبنانية 2005 هي الانتخابات الثانية منذ ثلاثين عامًا دون وجود عسكري سوري أو مخابراتي في لبنان، وكانت هي الأولى في التاريخ اللبناني التي يتم الفوز بها مباشرة من قبل كتلة انتخابية واحدة، وكانت أيضًا أول انتخابات تخضع لرقابة من الأمم المتحدة.

## النتائج

### الجولة الأولى
جرت الجولة الأولى من الانتخابات في 29 مايو 2005 في بيروت، حيث فازت قائمة الشهيد رفيق الحريري، وائتلاف تيار سعد الحريري للمستقبل، والحزب الاشتراكي التقدمي والأحزاب الأخرى المناهضة لسوريا، بجميع المقاعد التسعة عشر، وقد ترك التحالف مقعدًا واحدًا لمرشح شيعي من حزب الله.

### الجولة الثانية
أما الجولة الثانية فقد عقدت في 5 يونيو في جنوب لبنان ومحافظة النبطية، حيث فازت كتلة المقاومة والتنمية، وهي تحالف مشترك بين الحزبين الشيعيين الرئيسيين أمل وحزب الله، بالإضافة إلى بهية الحريري، شقيقة رئيس الوزراء الراحل الراحل رفيق الحريري وأسامة سعد من صيدا، بجميع المقاعد البالغ عددها 23 مقعداً. وأظهرت الإحصائيات الرسمية أن كتلة المقاومة والتنمية حصلت على أكثر من 80٪ من الأصوات.

### الجولة الثالثة
عقدت الجولة الثالثة في 12 يونيو في البقاع وجبل لبنان. حيث فازت قائمة الحريري بـ 17 مقعدًا في جبل لبنان، كما فازت الكتلة الشعبية برئاسة الياس سكاف ب ٦ نواب في قضاء زحلة البقاع الأوسط، وفاز حزب الله بمقعد واحد. أما في البقاع فقد حصلت كتلة المقاومة والتنمية على 11 مقعدًا، فيما حصلت قائمة الحريري على ثمانية مقاعد، وحصل تحالف عون على أربعة مقاعد.

### الجولة الرابعة
عقدت الجولة الرابعة والأخيرة في 20 يونيو في محافظة الشمال. حيث فازت قائمة الحريري بجميع المقاعد البالغة 28 مقعداً، مما منحهم 72 مقعداً من أصل 128 مقعدًا في مجلس النواب.

### الإجمالي
| التحالفات     | المقاعد | الأحزاب                                                                  | الأصوات | ٪ | مقاعد |
| ------------- | ------- | ------------------------------------------------------------------------ | ------- | - | ----- |
| تحالف 14 آذار | 69      | تيار المستقبل                                                            |         |   | 36    |
| تحالف 14 آذار | 69      | الحزب التقدمي الاشتراكي ( حزب التقدممي الاشتراكي )                       |         |   | 16    |
| تحالف 14 آذار | 69      | القوات اللبنانية ( القوة اللبنانية )                                     |         |   | 6     |
| تحالف 14 آذار | 69      | تجمع قرنة شهوان - حزب الكتائب أو حزب الكتائب ( حزب الكتائب ) - المستقلين |         |   | 6     |
| تحالف 14 آذار | 69      | المستقلون ( كتلة طرابلس ‏ )                                               |         |   | 3     |
| تحالف 14 آذار | 69      | حركة التجدد الديموقراطي ( كتلة طرابلس ‏ )                                 |         |   | 1     |
| تحالف 14 آذار | 69      | حركة اليسار الديمقراطي ( كتلة طرابلس ‏ )                                  |         |   | 1     |
| تحالف 8 آذار  | 57      | حركة أمل                                                                 |         |   | 14    |
| تحالف 8 آذار  | 57      | حزب الله                                                                 |         |   | 14    |
| تحالف 8 آذار  | 57      | الحزب السوري القومي الاجتماعي                                            |         |   | 2     |
| تحالف 8 آذار  | 57      | الآخرين                                                                  |         |   | 4     |
| تحالف 8 آذار  | 57      | التيار الوطني الحر                                                       |         |   | 15    |
| تحالف 8 آذار  | 57      | الكتلة الشعبية                                                           |         |   | 6     |
| تحالف 8 آذار  | 57      | كتلة ميشال المر                                                          |         |   | 2     |
| المستقلين     | 2       | المستقلين                                                                |         |   | 2     |
| المجموع       | المجموع | المجموع                                                                  |         |   | 128   |

## تحول
في الجولة الأولى من الانتخابات، بلغت نسبة المشاركة 28٪ فقط، أما في الجولة الثانية فقد كانت نسبة المشاركة بين 43 و 55 ٪.

## روابط خارجية
- انجوس ريد الاستشاريين - تعقب الانتخابات
- مشروع التصوير الوثائقي حول لبنان خلال الفترة التي سبقت انتخابات عام 2005، المصور النمساوي ستيفان راوخ
- مجلس النواب اللبناني

## وصلات خارجية
- مجلس النواب اللبناني